# مستشفى إبن زهر
المستشفى ابن زهر هو مركز مستشفى إقليمي صغير يقع في مراكش. إنه مستشفى تاريخي في المدينة، تم افتتاحه في عام 1913، ويتمتع بقدرة محدودة تبلغ 95 سريرًا.
يقع المستشفى في جنوب المدينة، في الطرف الغربي من المدينة العتيقة في مراكش، حيث يحده من الجنوب حدائق المامونية، ومن الشمال مقبرة الإمام سوحيلي، ومن الغرب حي سيدي ميمون.

## تاريخي
كان المستشفى أول مستشفى حديث في المدينة. تم افتتاحه في عام 1913 تحت اسم مستشفى موشامب، نسبة إلى إميل موشامب، الطبيب الفرنسي الذي تم اغتياله في عام 1907 واستخدم اغتياله كذريعة لتكثيف الضغط الاستعماري الفرنسي. كانت سعته الأولية 20 سريرًا. تم توسيعه بدءًا من عام 1915 ليصل إلى مساحة تبلغ 3 هكتارات وبحلول عام 1917، بلغت سعته 147 سريرًا. كان حينها مستشفى عامًا للمدينة، وحافظ على هذا الوضع حتى الأربعينيات من القرن الماضي.
بعد الاستقلال، تم تغيير اسم المستشفى إلى ابن زهر، الطبيب الأندلسي المعروف أيضًا بالاسم الفرنسي أفنزوار. في عام 1973، تم نقل وحدة الولادة إلى مستشفى ابن طفيل، وفي عام 1980، تم نقل وحدة الجراحة. أصبحت المستشفى متخصصة في طب الأطفال. في عام 1984، تم زيادة سعة المستشفى إلى 400 سرير.
منذ افتتاح مستشفى CHU محمد السادس ، وتحديداً مستشفى الأم والطفل في عام 2008 ، يبدو أن مستشفى ابن زهر مهمل.

## أزمة Covid-19
في أبريل 2020، قررت السلطات المحلية تخصيص المستشفى لمرضى الفيروس. تم فصله عن مؤسسات مستشفى محمد السادس، وتهدف هذه السياسة إلى تجنب انتقال العدوى في المستشفيات بسبب فيروس كوفيد-19. ولكن غياب التجهيزات الكافية وتدهور المستشفى (12 سريرًا فقط في وحدة العناية المركزة) أدى إلى تقديم استقالات متتالية من قبل المديرين وتنظيم احتجاجات من قبل العاملين، خاصة خلال ذروة الوباء في شهر أغسطس. أثارت قضية المستشفى تأثيرًا عاطفيًا في مراكش وفي جميع أنحاء البلاد.